# باي داي: ذا هيست
باي داي: ذا هيست (بالإنجليزية: Payday: The Heist)‏ هي لعبة فيديو تعاونية من نوع تصويب منظور الشخص الأول من تطوير شركة أوفر كيل سوفتوير ونشر شركة دايبريك غيم، صدرت اللعبة في 18 أكتوبر 2011 على جهاز بلاي ستيشن 3 وفي 20 أكتوبر على نظام مايكروسوفت ويندوز.